# Titularbistum Polinianum
Polinianum (ital.: Polignano) ist ein Titularbistum der römisch-katholischen Kirche. Es geht zurück auf ein untergegangenes Bistum des antiken Orts Polignano in Apulien. Es gehörte der Kirchenprovinz Bari an.
| Titularbischöfe von Polinianum |                                                 | |                    |                |
| Nr.                            | Name                                            | Amt | von                | bis            |
| 1                              | Paul Francis Anderson                           | Koadjutorbischof von Duluth (USA)                                                                                     | 19. Juli 1968      | 30. April 1969 |
| 2                              | Joseph John Ruocco                              | Weihbischof in Boston (USA)                                                                                           | 28. Dezember 1974  | 26. Juli 1980  |
| 3                              | Janusz Edmund Zimniak                           | 25. September 1980 – 25. März 1992 Weihbischof in Kattowitz, seit 25. März 1992 Weihbischof in Bielsko-Żywiec (Polen) | 25. September 1980 | 24. Mai 2024   |
| 4                              | Giuseppe Laterza Titularerzbischof pro hac vice | Apostolischer Nuntius                                                                                                 | 28. Mai 2024       |                |